# Forcipomyia raposoensis
Forcipomyia raposoensis är en tvåvingeart som beskrevs av Clastrier och Wirth 1995. Forcipomyia raposoensis ingår i släktet Forcipomyia och familjen svidknott.
Artens utbredningsområde är Colombia. Inga underarter finns listade i Catalogue of Life.